# Говард, Генри, 6-й граф Саффолк
Генри Говард, 6-й граф Саффолк, 1-й граф Биндон (англ. Henry Howard, 6th Earl of Suffolk; 1670 — 19 сентября 1718) — английский дворянин. Он носил титул учтивости — лорд Уолден с 1691 по 1706 год.

## Биография
Родился в 1670 году в Лондоне. Старший сын Генри Говарда, 5-го графа Саффолка (1627—1709), и его первой жены, Мэри Стюарт, дочери Эндрю Стюарта, 3-го барона Касл-Стюарта. Он получил образование в колледже Магдалины Кембриджского университета, куда поступил в 1685 году.
Генри Говард заседал в Палате общин Англии от Арундела (1694, 1696—1698) и Эссекса (1705—1706). В 1697—1707 годах — генеральный комиссар сборов. 30 декабря 1706 года для Генри Говарда были созданы титулы графа Биндона в графстве Дорсет и барона Честерфорда в графстве Эссекс. С 1706 по 1718 год — заместитель графа-маршала Англии. В 1708 году он был принят в Тайный совет Великобритании.
10 декабря 1709 года после смерти своего отца Генри Говард унаследовал титул 6-го графа Саффолка (Пэрство Англии). В 1715 году он был назначен лордом-лейтенантом Эссекса и первым лордом торговли, эти должности он занимал до своей смерти в 1718 году.

## Семья
Лорд Саффолк был дважды женат. 6 сентября 1691 года его первой женой стала леди Обери Энн Пенелопе О’Брайен (? — ноябрь 1703), дочь Генри О’Брайена, 7-го графа Томонда, и Сары Рассел. Дети от первого брака:
- Достопочтенный Генри Говард (? — 6 мая 1692)[2]
- Чарльз Говард, 7-й граф Саффолк (9 мая 1693 — 8 февраля 1722)[2]

В апреле 1705 года он женился вторым браком на леди Генриетте Сомерсет (ок. 1669 — 2 августа 1715), дочери Генри Сомерсета, 1-го герцога Бофорта, и вдове Генри Горацио О’Брайена, лорда О’Брайена (ок. 1670—1690). Второй брак был бездетным.
Лорд Саффолк скончался 19 сентября 1718 года. Ему наследовал его выживший сын Чарльз.